# Euphasma salpingus
Euphasma salpingus är en insektsart som först beskrevs av John Obadiah Westwood 1859.  Euphasma salpingus ingår i släktet Euphasma och familjen Pseudophasmatidae. Inga underarter finns listade i Catalogue of Life.